# Стернен, Матей
Матей Стернен (словен. Matej Sternen; 20 сентября 1870 — 28 июня 1949) — словенский художник-импрессионист.

## Биография
Стернен родился 20 сентября 1870 года в Верде. Учился в школе в Кршко и в техническом училище в Граце, затем поступил в Венскую академию изобразительных искусств. В 1897 году переехал в Мюнхен, где начал учиться в студии Антона Ажбе. Здесь он познакомился с художниками-словенцами Иваном Грохаром, Матией Ямой и Рихардом Якопичем.
После смерти Ажбе Стернен покинул Мюнхен и начинает изучать импрессионизм в Граце и Вене. В ранние годы Стернен писал под влиянием немецкой живописи. Изображал в основном пейзажи, портреты и обнажённых женщин. 
В годы Первой мировой Стернен работал военным художником и фотографом.
В дальнейшем художник полностью посвятил себя реставрации старинных картин. Стернен отреставрировал крышу францисканского монастыря в Любляне и несколько церквей Далмации.
В годы Второй мировой Стернен симпатизировал Анте Павеличу (диктатору Хорватии) и генералу Леону Рупнику (главе коллаборационистских военных формирований Словении), написал портрет последнего.
В 1945 году Стернен был арестован титовцами и посажен в один из концлагерей словенского региона Кочевье (Kočevje). Через 6 месяцев был освобождён. 
Скончался 28 июня 1949 года в Любляне.